# Furia (album)
Pour les articles homonymes, voir Furia.
Albums de Brian May
Red Special
(1998)
Furia est la bande originale du film du même (réalisé par Alexandre Aja et sorti en 1999) écrite et enregistrée par Brian May, sorti en 2000.

## Furiapar Brian May
« Voilà une réelle collaboration anglo-française ! Je vis les tout-débuts de Furia à Paris en janvier 1999 et le choc fut surprenant. Le film m'ayant ému profondément, viscéralement même, je pensais qu'il me serait trop douloureux d'y contribuer. Mais j'étais littéralement accroché par le film et Furia fait à présent partie à part entière de mon existence. J'ai de ce fait collaboré de très près avec Alexandre, le créateur du film, sans avoir recours aux intermédiaires habituels du milieu cinématographique, pour créer pour la première fois de ma carrière une musique de film dans sa totalité. Paroles, musique, bande sonore de ce film sont un curieux amalgame de Français et d'Anglais dont nous sommes extrêmement fiers. Furia est éternel et fait intrinsèquement partie de notre univers. »

— Brian May, Enjoy!, juin 2000

## Liste des titres
1. Furia Thème - Générique (May) 4:41
2. Premier Regard (Solo Flute) (May) 1:35
3. Paysage (May) 1:15
4. Tango: Cuesta Abajo" (Gardel) 3:00
5. La Rencontre (Solo Guitare) (May) 1:35
6. Premier Baiser (May) 2:03
7. Orage (May) 2:19
8. Téléphone (May) 1:08
9. Poursuite (May) 3:46
10. Petit Restaurant (May) 1:18
11. Apparition (May) 1:37
12. Arrestation (May) 1:29
13. Père Et Fils (May) 1:35
14. Aaron (May) 0:49
15. Incendie (May) 0:56
16. Revolver (Solo Violon) (May) 1:56
17. Reggae: "Bird In Hand" (Perry) 3:31
18. Meurtre (May) 1:13
19. Fuite (May) 1:51
20. Continuer (May) 2:20
21. "Dream Of Thee" (May) 4:36
22. Autre Revolver [Bonus] (May) 1:33

## Personnel
- Arrangement, production, chant, guitare, programmation des claviers : Brian May
- Co-production : Justin Shirley-Smith
- Orchestrations (interprété par le London Musicians Orchestra) : Michael Reed
- Flûte : Phillipa Davies
- Premier violon : Rolf Wilson
- Trompette : Dave Lee
- Chant : Emily May (sur Apparition)
- Ingénieur du son (orchestre) : Dick Lewzey
- Assistant ingénieur : Erik Jordan
- Pochette et design : Richard Gray (Avec Brian May)
- Illustration : Jérôme Trebois
- Tango: 'Cuesta Abajo' écrit par Carlos Gardel, interprété par Manuel Cedron.